# Прая-ду-Алмошарифи
Прая-ду-Алмошарифи (порт. Praia do Almoxarife) — район (фрегезия) в Португалии, входит в округ Азорские острова. Расположен на острове Файял. Является составной частью муниципалитета Орта. Население составляет 746 человек на 2001 год. Занимает площадь 10,04 км².
Покровителем района считается Дева Мария (порт. N. Sra. da Graça).